# Autogaz Romania
Autogaz Romania este o companie care comercializează și echipează autoturisme cu sisteme de alimentare GPL (Gaz Petrolier Lichefiat).
În anul 2008, Autogaz a comercializat 7.000 de kituri GPL.
Cifra de afaceri în 2008: 1,9 milioane euro